# Campeonato Mundial de Ciclismo en Ruta de 2000
El LXVII Campeonato Mundial de Ciclismo en Ruta se realizó en Plouay (Francia) entre el 10 y el 15 de octubre de 2000, bajo la organización de la Unión Ciclista Internacional (UCI) y la Federación Francesa de Ciclismo.
El campeonato constó de carreras en las especialidades de contrarreloj y de ruta, en las divisiones élite masculino, élite femenino y masculino sub-23; en total se otorgaron seis títulos de campeón mundial. 

## Resultados

### Masculino
- Contrarreloj

| Puesto | Ciclista       | País     | Tiempo   |
| ------ | -------------- | -------- | -------- |
| Oro    | Sergi Gonchar  | Ucrania  | 56:21,75 |
| Plata  | Michael Rich   | Alemania | 56:31,95 |
| Bronce | László Bodrogi | Hungría  | 56:45,77 |

- Ruta

| Puesto | Ciclista          | País    | Tiempo  |
| ------ | ----------------- | ------- | ------- |
| Oro    | Romāns Vainšteins | Letonia | 6:15:28 |
| Plata  | Zbigniew Spruch   | Polonia | 6:15:28 |
| Bronce | Óscar Freire      | España  | 6:15:28 |

### Femenino
- Contrarreloj

| Puesto | Ciclista           | País           | Tiempo   |
| ------ | ------------------ | -------------- | -------- |
| Oro    | Mari Holden        | Estados Unidos | 33:14,62 |
| Plata  | Jeannie Longo      | Francia        | 33:18,33 |
| Bronce | Rasa Polikevičiūtė | Lituania       | 34:01,53 |

- Ruta

| Puesto | Ciclista            | País         | Tiempo  |
| ------ | ------------------- | ------------ | ------- |
| Oro    | Zinaida Stahurskaya | Bielorrusia  | 3:17:39 |
| Plata  | Chantal Beltman     | Países Bajos | 3:19:06 |
| Bronce | Madeleine Lindberg  | Suecia       | 3:19:29 |

### Sub-23
- Contrarreloj

| Puesto | Ciclista          | País      | Tiempo   |
| ------ | ----------------- | --------- | -------- |
| Oro    | Yevgueni Petrov   | Rusia     | 43:54,14 |
| Plata  | Fabian Cancellara | Suiza     | 44:46,54 |
| Bronce | Michael Rogers    | Australia | 45:14,07 |

- Ruta

| Puesto | Ciclista          | País    | Tiempo  |
| ------ | ----------------- | ------- | ------- |
| Oro    | Yevgueni Petrov   | Rusia   | 3:58:06 |
| Plata  | Yaroslav Popovych | Ucrania | 3:58:09 |
| Bronce | Lorenzo Bernucci  | Italia  | 3:58:09 |

## Medallero
| Núm. | País           | Oro | Plata | Bronce | Total |
| ---- | -------------- | --- | ----- | ------ | ----- |
| 1    | Rusia          | 2   | 0     | 0      | 2     |
| 2    | Ucrania        | 1   | 1     | 0      | 2     |
| 3    | Bielorrusia    | 1   | 0     | 0      | 1     |
|      | Estados Unidos | 1   | 0     | 0      | 1     |
|      | Letonia        | 1   | 0     | 0      | 1     |
| 6    | Alemania       | 0   | 1     | 0      | 1     |
|      | Francia        | 0   | 1     | 0      | 1     |
|      | Países Bajos   | 0   | 1     | 0      | 1     |
|      | Polonia        | 0   | 1     | 0      | 1     |
|      | Suiza          | 0   | 1     | 0      | 1     |
| 11   | Australia      | 0   | 0     | 1      | 1     |
|      | España         | 0   | 0     | 1      | 1     |
|      | Hungría        | 0   | 0     | 1      | 1     |
|      | Italia         | 0   | 0     | 1      | 1     |
|      | Lituania       | 0   | 0     | 1      | 1     |
|      | Suecia         | 0   | 0     | 1      | 1     |
|      | TOTAL          | 6   | 6     | 6      | 18    |